# Henndorf am Wallersee
Henndorf am Wallersee ist eine Gemeinde im Salzburger Land im Bezirk Salzburg-Umgebung in Österreich mit 5167 Einwohnern (Stand 1. Jänner 2024). Sie liegt in der Nähe der Landeshauptstadt Salzburg.

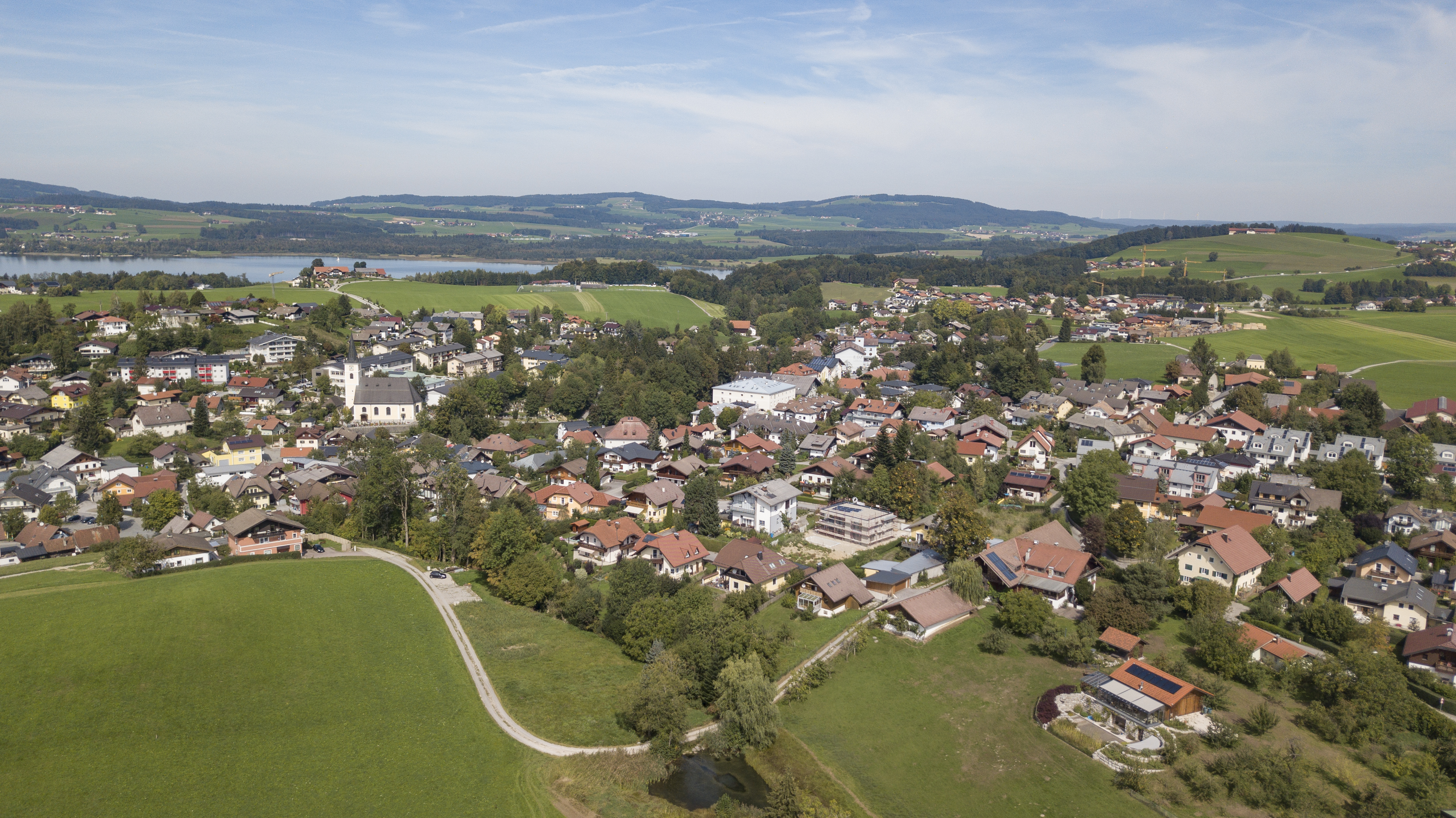
Blick auf Henndorf, im Hintergrund der Wallersee.

## Geografie

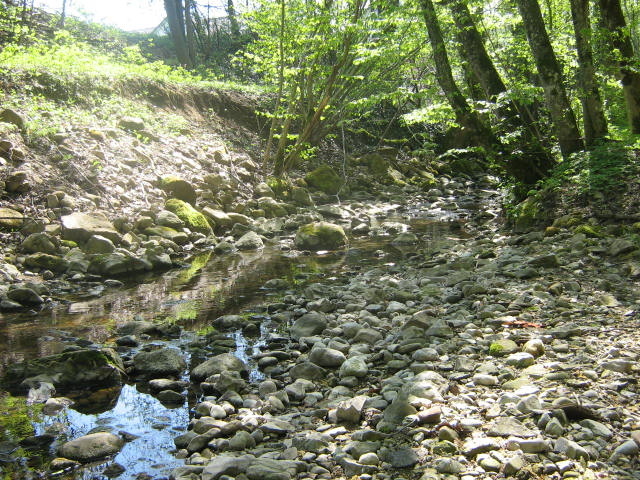
Dieser kleine Fluss ist die „Grenze“ zwischen Eugendorf (rechts) und Henndorf (links)

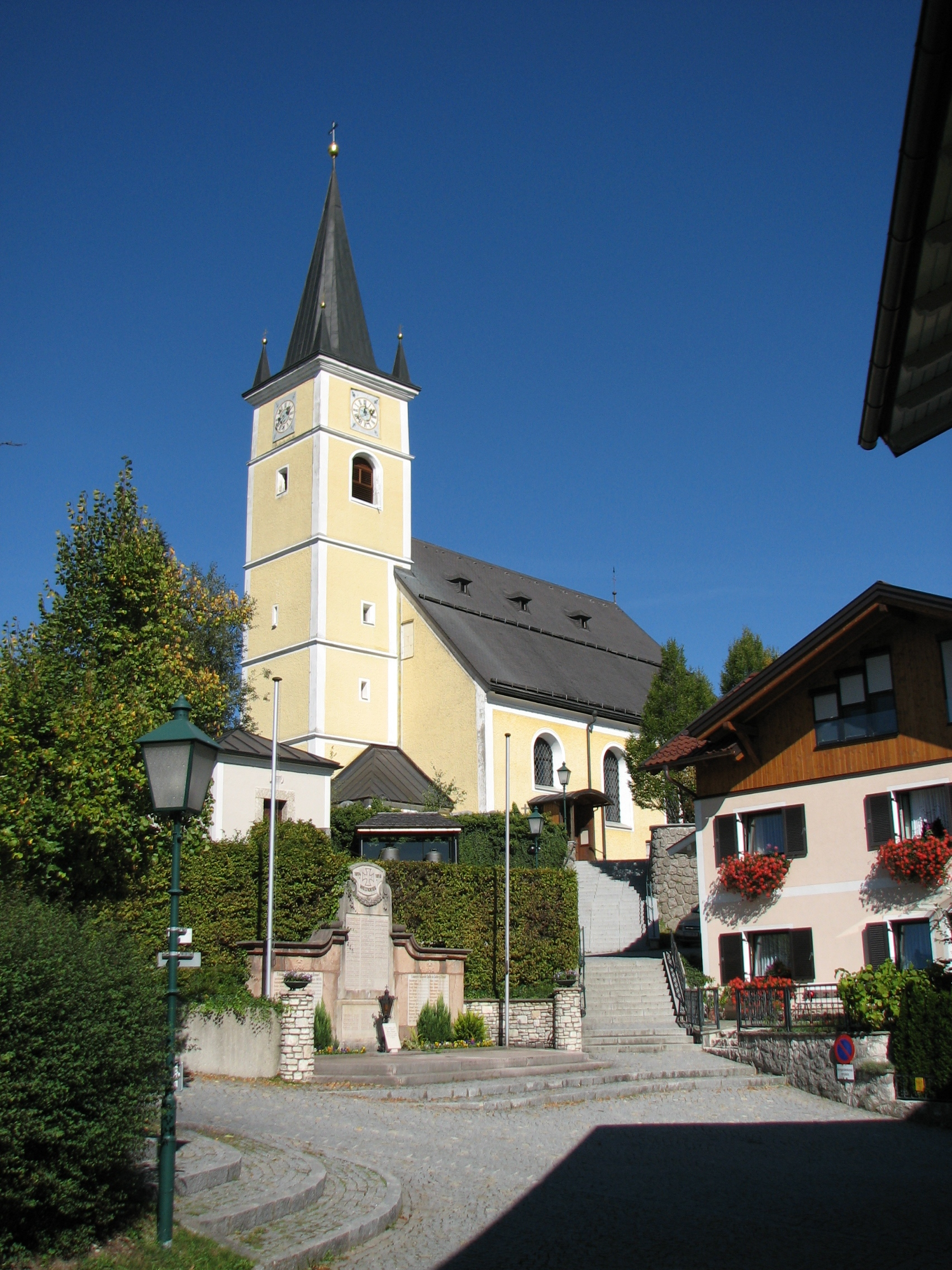
Pfarrkirche

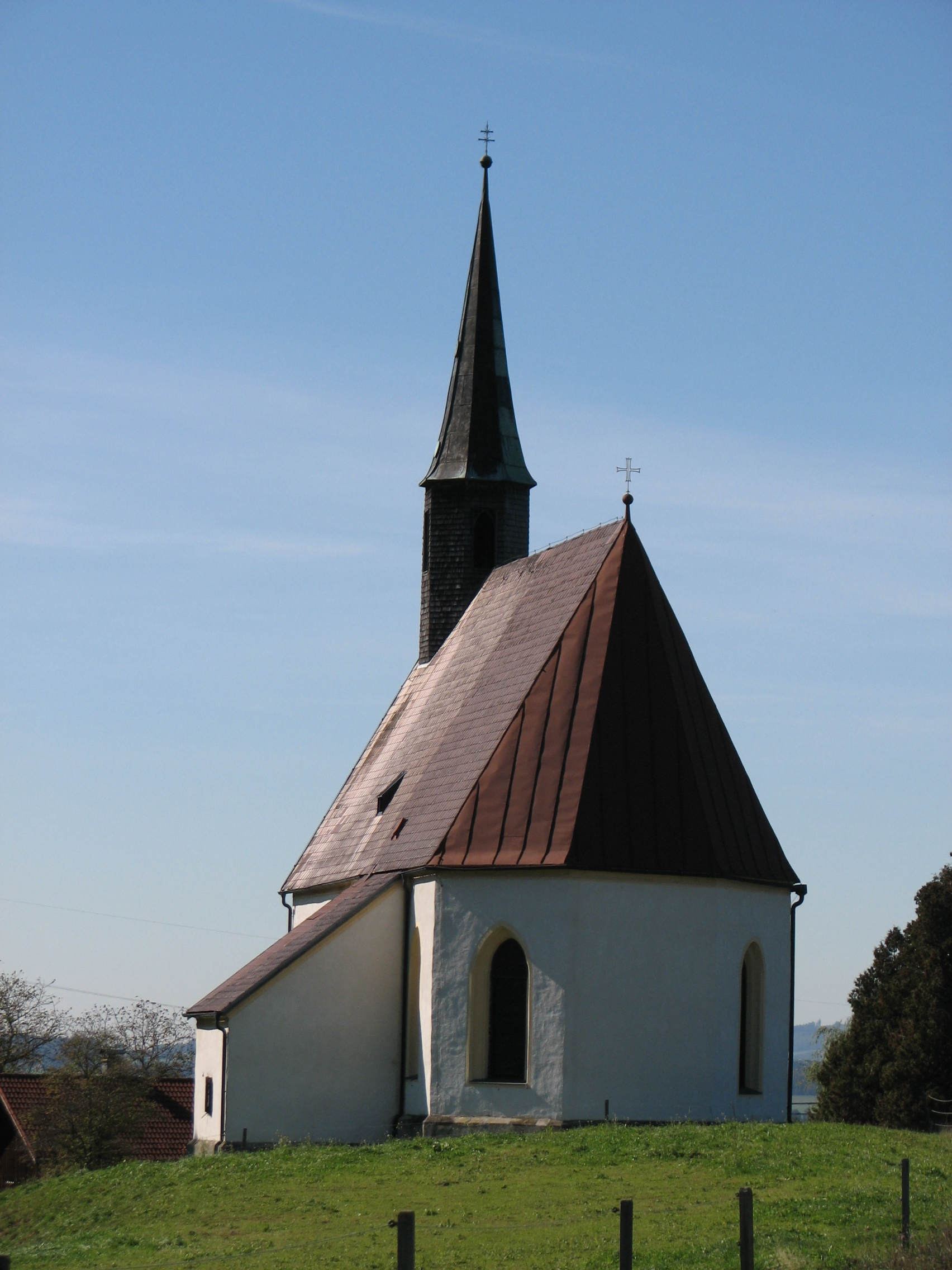
Filialkirche hl. Brigida

Die Gemeinde liegt im Flachgau im Salzburger Land am Wallersee.
Berge um Henndorf sind die Große Plaike (1.033 m), das Steinwandl und der Zifanken (897 m).

### Gemeindegliederung
Katastralgemeinden
- Henndorf
- Hof

Ortsteile
Die Gemeinde besteht aus der Ortschaft Henndorf am Wallersee und neun Ortsteilen (Einwohnerzahlen Stand 2001):
- Berg (209) samt Firling und Graben
- Enzing (58)
- Fenning (190) samt Fenning-Siedlung, Kirchfenning und Mitterfenning
- Hankham (86)
- Hatting (16)
- Henndorf am Wallersee (3.742) samt Oberdorf
- Hof (152) samt Altentann, Sulzberg und Weidl
- Oelling (127)
- Wankham (67)

Henndorf gehört zum Gerichtsbezirk Seekirchen am Wallersee.

### Nachbargemeinden
|                         | Köstendorf                                  | Neumarkt |
| Seekirchen am Wallersee | Kompassrose, die auf Nachbargemeinden zeigt |          |
| Eugendorf               |                                             | Thalgau  |

## Geschichte
500–1500
Am Anfang des Mittelalters stand die imposante Persönlichkeit des fränkischen Bischofs Rupert von Salzburg, des Gründerheiligen von Salzburg, der in der Nachbarschaft von Henndorf am Wallersee wirkte. Die Zeit des späten Mittelalters war durch die Herrschaft der Herren von Tann (mächtiges Salzburger Adelsgeschlecht – bis Ende des 14. Jahrhunderts) auf Burg Lichtentann geprägt.
Ab 1600
Im Jahr 1609 zählte Henndorf rund 500 Einwohner, danach nahm die Bevölkerung kontinuierlich zu. Störfaktoren des dörflichen Lebens waren Aberglaube, Misstrauen gegenüber Fremden und das Verhältnis zwischen Armen und Bemittelten. Nach dem Ende der Herren von Tann stellte das seit dem Mittelalter in Salzburg ansässige Geschlecht der Überacker über viele Generationen hinweg die Pfleger von Alten- und Lichtentann. Beinahe das ganze 17. Jahrhundert verwalteten diese die Erbpflege Altentann. Ab dem Jahre 1825 befanden sich die beiden Burgen bereits im Privatbesitz der Bräuerfamilie Moser, die die Gründe samt Ruinen angekauft hatte.
Die europäischen Hungerjahre um 1770 zeigten schreckliche Auswirkungen – Seuchen verbreiteten sich, die Preise wurden in die Höhe getrieben, Getreide und Fleischprodukte waren für den Landbewohner kaum mehr erschwinglich und förderten Feindschaften. Einen gewissen Ausgleich zu den vielfach tristen Lebensbedingungen boten die zahlreichen kirchlichen Feste.
Henndorf war auch von den Koalitionskriegen betroffen. Nach dem ungünstigen Verlauf der Schlacht bei Hohenlinden und der Schlacht am Walserfeld zogen im Dezember des Jahres 1800 französische Truppen in Salzburg ein. Nachdem sie eine Besatzung zurückgelassen hatten, verfolgten sie die zurückweichenden österreichischen Truppenverbände. Bereits am 13. Dezember passierten die ersten österreichischen und die mit ihnen verbündeten Truppen auf ihrem Rückzug Henndorf, um haltzumachen und sich mit Lebensmitteln zu versorgen. Zwei Tage später kam der erste gefürchtete Trupp der Franzosen nach Henndorf. Je mehr die Zahl der Soldaten anwuchs, desto ungeordneter und gewaltsamer verlief der Durchzug. Neben den durchmarschierenden Soldaten musste das Dorf auch die Kriegsgefangenen der Franzosen beherbergen. Bis zum Friedensschluss Mitte März 1801 blieben ca. 170 Soldaten im Ort.
Henndorf im 19. Jahrhundert
Die über lange Zeiträume nicht wesentlich vermehrten Erwerbsquellen mussten eine ziemlich gleich bleibende Bevölkerungszahl ernähren und für ein bescheidenes Kulturangebot ausreichen. An der Spitze des Henndorfer Gemeinwesens stand seit dem Jahr 1850 eine von den Honoratioren gewählte Gemeindevertretung. Die Landwirtschaft bildete das Gerüst der Henndorfer Wirtschaft, von ihr lebte die Mehrzahl der Bewohner. Was sich im kleinen Henndorf an Gewerbe entwickeln und halten konnte, diente ausschließlich der Nahversorgung des bäuerlichen Umlandes, den Bedürfnissen der Brauerei und ihrer Beschäftigten sowie der Versorgung der Durchreisenden. Der Amtskalender 1886 zählte 64 Gewerbebetriebe.
Der Staat gefährdete mit seinen Anordnungen, Normierungen, Zumutungen und finanziellen Belastungen das dörfliche Subsistenzsystem und die autonome Regelkompetenz viel mehr als die innere wirtschaftliche bzw. gesellschaftliche Dorfdynamik und die Fernwirkungen der industriellen Revolution. Er forderte vielfach einen raschen Wechsel in die Moderne, während das Dorf auf dem Alten beharrte oder wenigstens fließende Übergänge und Adaptionen ans Neue wünschte. Die knapp siebzig Jahre Gemeindeverwaltung 1850 bis 1918 sind daher zugleich eine Phase der Resistenz gegen das Tempo der Durchstaatlichung.
Der Erste Weltkrieg brachte Henndorf Hunger und Not sowie Einrückungen, die Einquartierung von Flüchtlingen aus den östlichen Kronländern der Habsburgermonarchie, den Mangel an Kleidung und Bedarfsgütern.
1918–1945
Den Wechsel in der Herrschaftsform, den Übergang von der Monarchie zur Republik, nahm die Henndorfer Bevölkerung geradezu phlegmatisch zur Kenntnis. Bis zur Neuwahl der Gemeindevertretung blieben die alten Funktionäre im Amt, selbst der Verpflichtung zur Kooptierung eines Vertreters der ländlich-industriellen Arbeiter in den Gemeinderat wurde nicht Rechnung getragen. Das tägliche Leben wurde vornehmlich von der Sorge um die Beschaffung der Nahrungsmittel geprägt. Die Gemeindevertretung wurde somit zu einer bloßen Verteilungsstelle und zu einem verlängerten Arm der staatlichen Lebensmittelaufbringung. Das Wohl der eigenen Bevölkerung stand Wirtschaftsrat und Gemeindevertretung dabei durchaus näher als die Interessenlagen der übergeordneten Behörde. Aus Ersparnisgründen musste es das Bestreben der Gemeindevertretung sein, Ausgaben möglichst einzudämmen. Bei den Henndorfer Gegebenheiten hieß dies, mit den Budgetposten Gemeindeverwaltung, öffentliche Sicherheit, Straßen, Wege und Brücken sowie Schulausgaben möglichst sparsam umzugehen. Für diese Belange waren nach den Armenausgaben die meisten Mittel erforderlich. In Neubauten investierte man verständlicherweise nur, wenn dies unbedingt erforderlich war. In den Henndorfer Budgetplänen war so von 1918 bis 1937 dafür kein einziger Groschen ausgewiesen.
Ab den 1920er Jahren war das Gebiet um den Wallersee stark antisemitisch und rassistisch geprägt. Judenfeindliche Gruppierungen riefen das Ziel aus, die Region zur "judenfreien Sommerfrische" zu machen. Ab 1932 war die NSDAP in Henndorf aktiv. Es kam zu ständigen Auseinandersetzungen zwischen den oft jüdischen Sommergästen und den großteils nationalsozialistisch eingestellten Einwohnern, die schon im März 1933 offen Adolf Hitler huldigten. Protestschreiben der Sommergäste an die Landesregierung blieben erfolglos.
Ab 1933 ließ sich Carl Zuckmayer wegen der für ihn politisch und wirtschaftlich kritisch gewordenen Lage dauerhaft in Henndorf nieder. Obwohl er selbst, da als "Halbjude" deklariert, Opfer von antisemitischen Übergriffen wurde, avancierte sein Haus zum Treffpunkt sowohl von NS-Günstlingen (z. B. Emil Jannings und Werner Krauß) als auch von verfolgten Künstlern, Emigranten und Antifaschisten; u. a. zählten Ödön von Horváth, Marlene Dietrich, Alma Mahler-Werfel, Stefan Zweig, Theodor Haubach und Helmuth James Graf von Moltke zu seinen Gästen.
Nach Zuckmayers Flucht 1938 geriet sein Anwesen zum Zankapfel der örtlichen Abteilungen von SA, NSDAP und Hitlerjugend. 1940 wurde es "arisiert": nachdem es zuerst an die Nationalsozialistische Volkswohlfahrt (NSV) fiel, kaufte es dann ein Berliner Anwalt aus Zuckmayers ehemaligen Verlag (Ullstein) dem Deutschen Reich unter Wert ab. 1948 wurde das Haus an Zuckmayer restituiert, der es aber nicht wieder bewohnte und im Jahr 1950 ganz verkaufte.
Mit dem Ende des Zweiten Weltkrieges trat das Bundesland Salzburg in einen in seiner Geschichte einmaligen Modernisierungsprozess ein, der es, gemessen an Steuerleistung und Volkseinkommen, zu einer der höchstentwickelten Regionen der zweiten Republik heranwachsen ließ.

## Politik

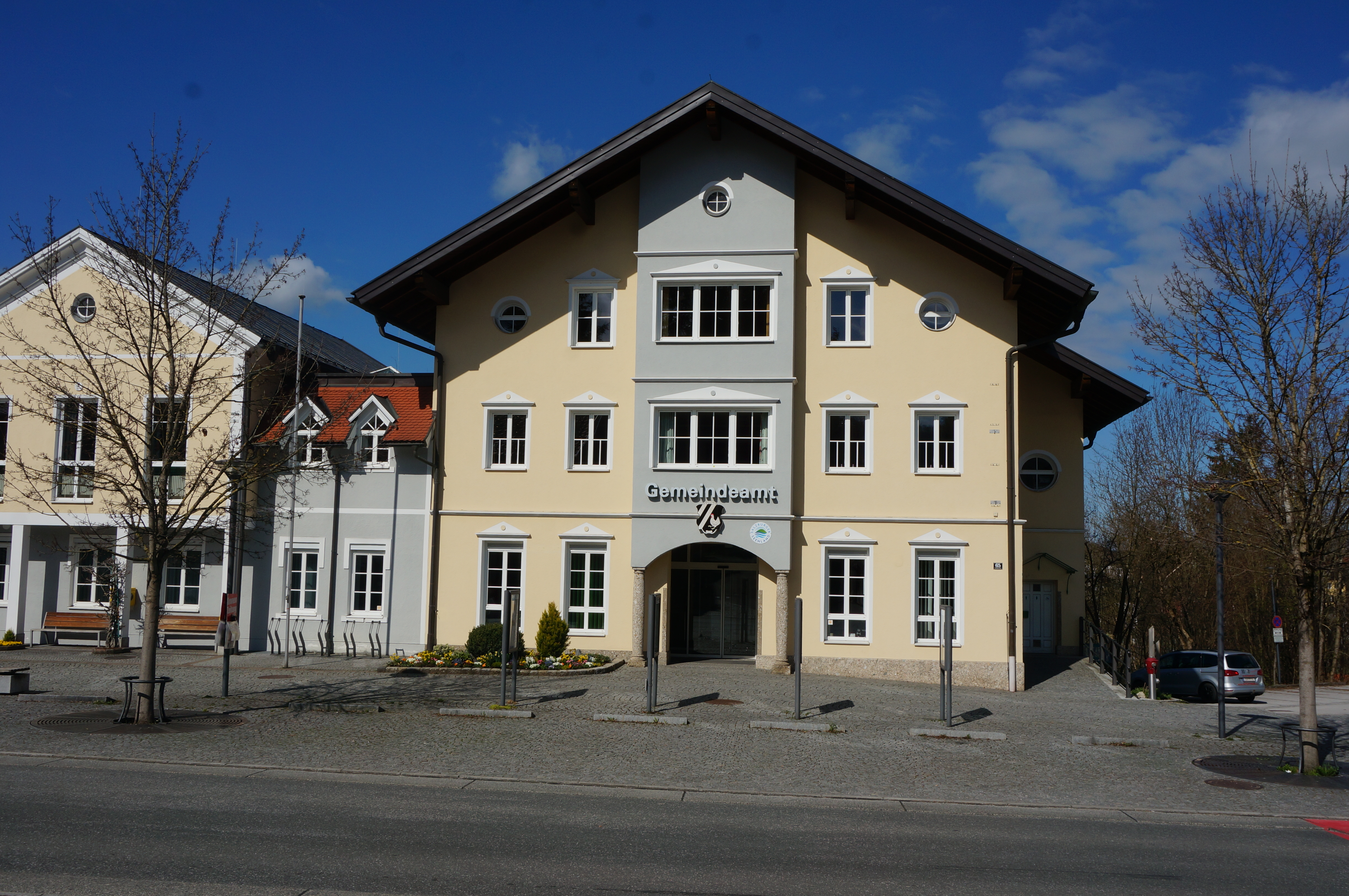
Gemeinderat (2025)

### Gemeinderat
| Gemeinderatswahl 2024Wahlbeteiligung: 72,4 % 6050403020100 42,6 % (−10,3 %p)19,9 % (n. k. %p)11,7 % (−5,5 %p)10,9 % (+1,0 %p)9,4 % (−3,8 %p)5,5 % (−1,4 %p) ÖVPTFHbSPÖFPÖGRÜNEFMH20192024Anmerkungen:b Team Für Henndorf |

Die Gemeindevertretung hat insgesamt 21 Mitglieder.
- Mit den Gemeindevertretungs- und Bürgermeisterwahlen in Salzburg 2004 hatte die Gemeindevertretung folgende Verteilung: 12 ÖVP, 7 SPÖ, und 2 FDH – Freie Demokraten Henndorf.
- Mit den Gemeindevertretungs- und Bürgermeisterwahlen in Salzburg 2009 hatte die Gemeindevertretung folgende Verteilung: 13 ÖVP, 6 SPÖ, und 2 Grüne.[4]
- Mit den Gemeindevertretungs- und Bürgermeisterwahlen in Salzburg 2014 hatte die Gemeindevertretung folgende Verteilung: 11 ÖVP, 5 SPÖ, 3 Grüne, und 2 FPÖ.[5]
- Mit den Gemeindevertretungs- und Bürgermeisterwahlen in Salzburg 2019 hatte die Gemeindevertretung folgende Verteilung: 12 ÖVP, 3 SPÖ, 3 Grüne, 2 FPÖ, und 1 FMH.[6]
- Mit den Gemeindevertretungs- und Bürgermeisterwahlen in Salzburg 2024 hat die Gemeindevertretung folgende Verteilung: 11 ÖVP, 5 Team Für Henndorf, 3 SPÖ, 3 FPÖ, 2 Grüne und 1 FMH.[7]

### Bürgermeister
- 1994–2024 Rupert Eder (ÖVP)[8]
- seit 2024 Martin Köllersberger (ÖVP)[9]

### Wappen
Das Wappen der Gemeinde wurde 1954 verliehen: „Schräglinks geteilt: rechts dreimal von Schwarz und Silber schräglinks geteilt; links in Schwarz eine goldbewehrte silberne Henne mit rotem Kamm und ebensolchen Lappen.“
Die Schrägbalken in den Farben Silber und Schwarz entstammen dem Wappen der Tanner, die ihren Sitz auf den Burgen Altentann und Lichtentann hatten. Die Henne symbolisiert den Ortsnamen.

## Verkehr

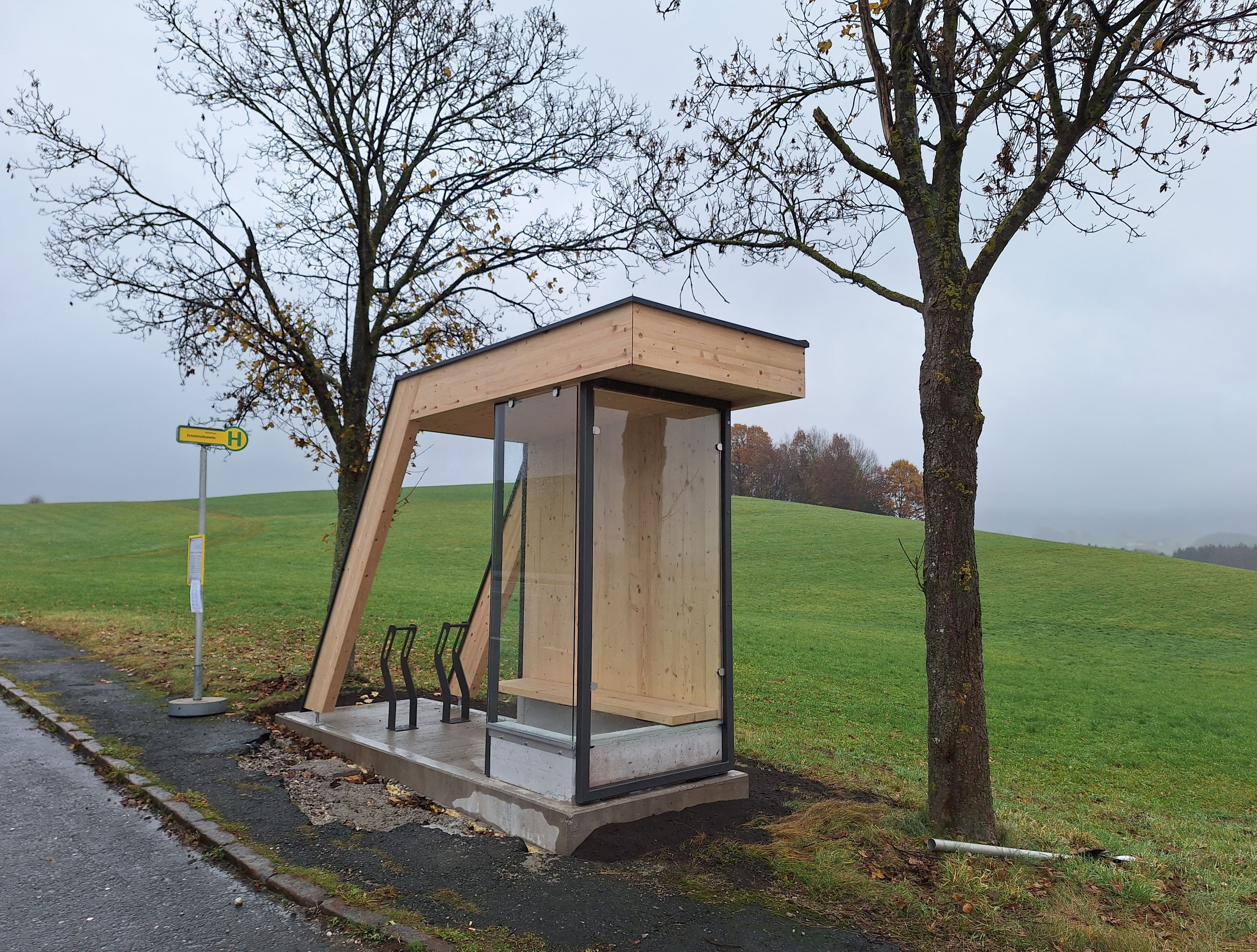
Wartehäuschen Enzing

### Öffentlicher Verkehr
Henndorf ist mit dem „Regionalbus 130“ (Salzburg Hauptbahnhof–Esch-Mayrwies–Eugendorf–Henndorf–[…]–Friedburg Bahnhof–retour) in einem Taktfahrplan öffentlich erreichbar. Damit Fahrgäste nicht der Witterung ausgesetzt ist, setzte sich die Gemeindevertretung sich für die Aufstellung von Wartehäuschen ein.

### Straßen
Henndorf liegt an der stark befahrenen Wiener Straße, der ehemaligen B1. Durch den Bau der nahen West Autobahn verlor die B1 ihre überregionale Bedeutung.

## Kultur und Sehenswürdigkeiten
- Katholische Pfarrkirche Henndorf hl. Vitus: im Westen erhöht über dem Ort[11]
- Heilig-Grab-Kapelle Henndorf[11] neben der Pfarrkirche
- Filialkirche hl. Brigida in Brayern[11]
- Weilerkapelle in Hankham[11]
- Hofkapelle Sagmühle in Enzing[11]
- Burgruine Lichtentann östlich von Henndorf auf einem steilen bewaldete Sporn[11]
- Burgstelle Altentann südöstlich von Henndorf, nur geringe Reste vorhanden[11]
- Literaturhaus Henndorf, Geburtshaus von Johannes Freumbichler, Großvater von Thomas Bernhard
- Haus Wiesmühl: Wohnhaus von Carl Zuckmayer und Zentrum des Henndorfer Kreises. Zuckmayer schrieb hier Schinderhannes (1927), Katharina Knie (1928) und Der Hauptmann von Köpenick (1931).
- Gut Aiderbichl
- Henndorfer Tracht: Der Name Carl Mayr ist mit der Schöpfung der Henndorfer Tracht verbunden. Um 1900 war das Bestreben, alte Trachten zu erneuern. Carl Mayr hat hierfür entscheidende Impulse gesetzt. Er verwendete alte Schnitte und formte sie um. Diese wurden in die Salzburger Trachtenmappe aufgenommen. Schon 1935 kam es zur Herausgabe einer ersten Salzburger Trachtenmappe, die 1943 durch Trachtenbilder für Salzburg in vier Mappen Unsere Tracht ergänzt wurde. In der Trachtenmappe I ist folgendes zu lesen:

„Vor mehr als 40 Jahren schuf der akademische Maler Carl Mayr aus Henndorf nach alten Vorbildern des Flachgaues eine Tracht, die als Ausdruck des Volksempfindens sehr beliebt wurde und der man nach dem Entstehungsort den Namen Henndorfer gab. Sie wurde von Frau Judith Fürst, geborene Gassner aus Sighartstein erstmalig angefertigt.“

- Die ebenfalls von Carl Mayr stammenden Entwürfe der Henndorfer Männertracht wurden sowohl von der Firma Lanz (eines der ersten österreichischen Trachten-Bekleidungsgeschäfte) als auch von der renommierten Salzburger Lederbekleidungsfirma Johann Jahn (heute Jahn-Markl) übernommen. Eine Eigenart der weiblichen Tracht ist die Wiederaufnahme des Leibs mit dem aus gleichem Stoff eingesetzten Ärmeln. Vorher bestand nämlich, was heute schon wieder vielfach vergessen ist, das Dirndlkostüm nur aus Rock, Hemd und Mieder. Erst durch das Eingreifen dieses Henndorfer Künstlers wurde das heutige Dirndl geboren. Auch die jetzt so amüsant wirkenden Spielarten des Sommer-, Winter- und Abenddirndls gehen auf Carl Mayrs Einfälle zurück. Angespornt durch den großen Beifall, den seine ersten Kostüme überall fanden, wo sie auftraten, erfuhr der zunächst recht kleine Henndorfer Kreis bald eine bedeutende Erweiterung. Waren es im Anfang ein paar Henndorfer Näherinnen, die – von Mayr angeführt – diese Trachten schneiderten, so kamen bald auch Gewerbeleute und Fachleute, um die kräftigen Anregungen technisch und wirtschaftlich auszubauen. Erwähnenswert ist übrigens, dass von dieser Henndorfer Tracht der Anstoß für die mondäne Verwendung des Leinens kam. Und dass heute in Stadt und Land so viel gefärbtes Leinen getragen wird, geht ebenfalls ursprünglich auf Henndorfer Einflüsse zurück.[12]
- Es gibt drei Chöre in Henndorf: Den Kammerchor St. Vitus, der unter anderem Gottesdienste mitgestaltet und regelmäßig Konzerte gibt, und den Mama-Mia-Chor sowie den Henndorfer Singkreis, der ein reiner Frauenverein ist.

### Vereine
- ASKÖ Henndorf
- Union Bogensport Club Flachgau
- Union Henndorf
- Sportfischereiverein Henndorf am Wallersee
- Golfclub Gut Altentann
- Pfadfinder und Pfadfinderinnen Österreichs, Gruppe Henndorf
- Theaterverein Henndorf
- Landjugend Henndorf

## Wirtschaft und Infrastruktur

### Bildung
- Volksschule
- Musikmittelschule

## Persönlichkeiten

### Ehrenbürger der Gemeinde
- 1950: Maria Mayr, Witwe von Richard Mayr[13]
- Josef Eisl († 2019), Alt-Pfarrer von Henndorf am Wallersee[14]

### Söhne und Töchter der Gemeinde
- Sylvester Wagner (1807–1865), Mundartdichter, begraben in Henndorf
- Johannes Freumbichler (1881–1949), Heimatschriftsteller, Großvater Thomas Bernhards

### Personen mit Bezug zur Gemeinde

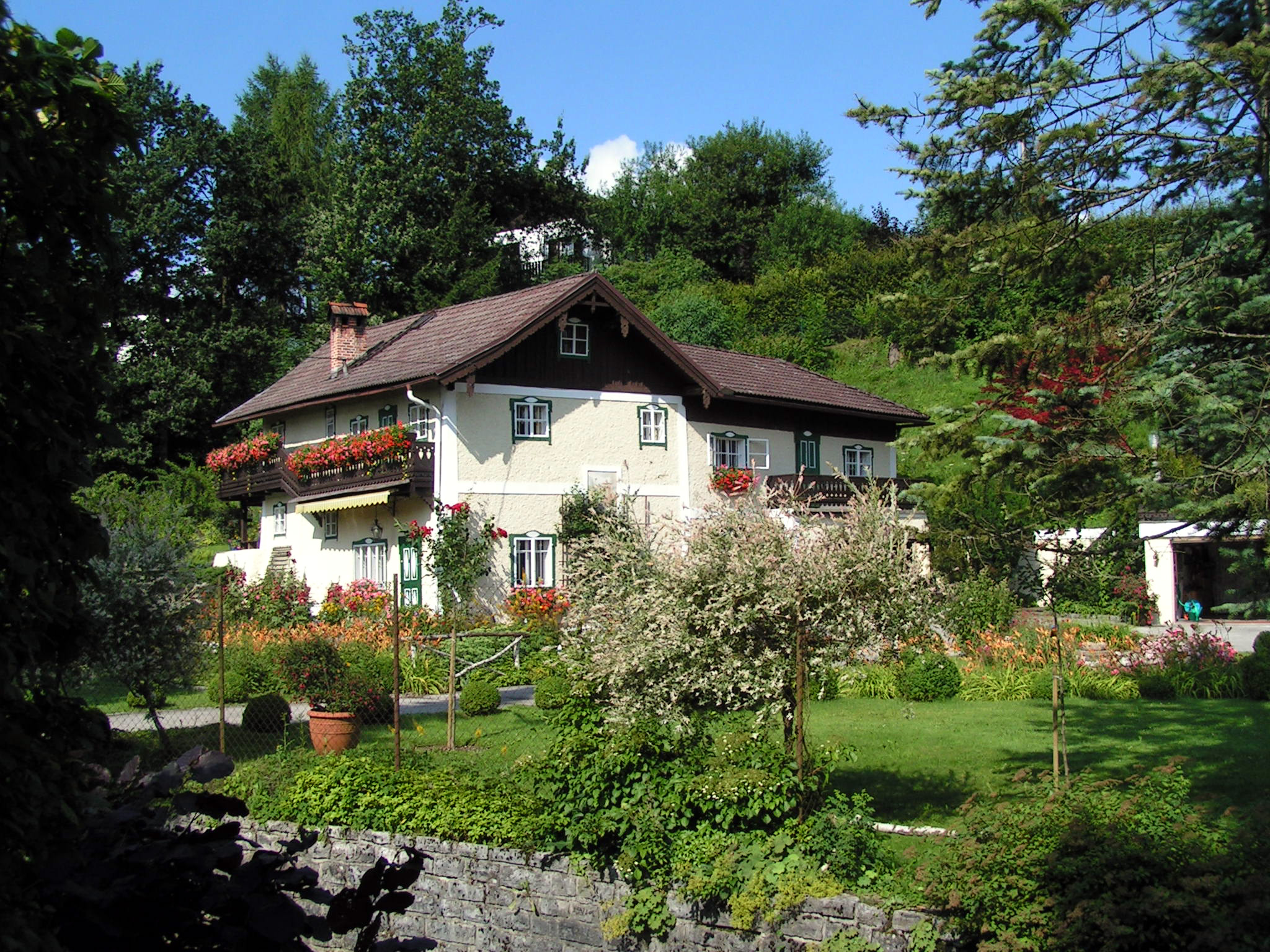
Wohnhaus von Carl Zuckmayer, Juli 2004

- Franz Stelzhamer (1802–1874), Dichter und Novellist, bedeutendster Vertreter der oberösterreichischen Mundartdichtung, verbrachte in Henndorf die letzten Jahre seines Lebens mit seiner zweiten Frau und seinen zwei Kindern. Gedenktafel am Wohn- und Sterbehaus, Grabdenkmal im Ortsfriedhof.
- Richard Mayr (1877–1935), Kammersänger
- Carl Zuckmayer (1896–1977), deutscher Schriftsteller. Die Familie Zuckmayer lebte in Henndorf: nach der Machtergreifung der Nationalsozialisten in Deutschland (1933) bis zum Anschluss Österreichs (1938)
- Alice Herdan-Zuckmayer (1901–1991), österreichische Schriftstellerin
- Ödön von Horváth (1901–1938), österreichisch-ungarischer Schriftsteller; verließ 1933 das nationalsozialistische Deutschland und lebte vorübergehend (bis 1934) in Henndorf